# Dulliken
Dulliken – miejscowość i gmina w północnej Szwajcarii, w kantonie Solura, w jednostce administracyjnej (Amtei) Olten-Gösgen, w okręgu Olten. Leży nad rzeką Aare. 

## Demografia
W Dulliken mieszkają 5 183 osoby. W 2021 roku 44,8% populacji gminy stanowiły osoby urodzone poza Szwajcarią.

## Współpraca
Miejscowość partnerska:
- Ammerndorf, Niemcy

## Transport
Przez teren gminy przebiega droga główna nr 5.